# Rex Brown
Rex Robert Brown (Graham, 27 luglio 1964) è un bassista statunitense, noto per la sua militanza nei Pantera.
Nel corso della sua carriera è stato anche componente dei Down (gruppo in cui ha militato Phil Anselmo, suo compagno nei Pantera) e dei Kill Devil Hill, costituita inoltre da Vinny Appice, Mark Zavon e Jason "Dewey" Bragg.

## Storia
I Pantera furono la band principale di Rex, con i quali ha suonato dal 1982 fino allo scioglimento avvenuto nel 2003, riprendendo l'attività nel 2022.
Brown compare anche nel disco solista di Jerry Cantrell, Boggy Depot, e nell'album del 2005 dei Crowbar, Life's Blood for the Downtrodden. Inoltre compare anche nel disco omonimo dei Rebel Meets Rebel, progetto parallelo di musica country/metal con David Allan Coe, Vinnie Paul e Dimebag Darrell, suoi colleghi nei Pantera. Il disco doveva uscire nel 2004 ma causa di vari problemi con la censura (essendo un disco molto politicizzato) e a causa della morte di Darrell, uscì soltanto nel 2006.
Nel 2017 pubblica il suo album solista Smoke On This.

## Discografia

### Da solista
- 2017 - Smoke on This...

### Con i Pantera
- 1983 - Metal Magic
- 1984 - Projects in the Jungle
- 1985 - I Am the Night
- 1988 - Power Metal
- 1991 - Cowboys from Hell
- 1992 - Vulgar Display of Power
- 1994 - Far Beyond Driven
- 1996 - The Great Southern Trendkill
- 1997 - Official Live: 101 Proof
- 2000 - Reinventing the Steel
- 2003 - The Best of Pantera: Far Beyond the Great Southern Cowboys' Vulgar Hits
- 2003 - Reinventing Hell: The Best of Pantera

### Con i Kill Devil Hill
- 2012 - Kill Devil Hill
- 2013 - Revolution Rise

### Con i Down
- 2002 - Down II: A Bustle in Your Hedgerow (basso e organo Farfisa in Where I'm Going e Landing on the Mountains of Meggido; tastiera in Landing on the Mountains of Meggido)
- 2007 - Down III: Over the Under (basso)
- 2010 - Diary of a Mad Band (album dal vivo) (basso)

### Collaborazioni
- 1998 - Jerry Cantrell - Boggy Depot (basso nei brani Dickeye, My Song, Keep the Light On e Hurt a Long Time)
- 2005 - Crowbar - Life's Blood for the Downtrodden (basso)
- 2006 - Rebel Meets Rebel - Rebel Meets Rebel (basso)
- 2008 - Cavalera Conspiracy - Inflikted (basso nel brano Ultra-Violent)
- 2014 - Red Dragon Cartel - Red Dragon Cartel (basso nel brano Slave)
- 2015 - Metal Allegiance - Metal Allegiance (basso nel brano Let Darkness Fall)